# Damion Palmer
Damion Palmer ist ein Fußballspieler, der für die Nationalmannschaft der Turks- und Caicosinseln gespielt hat.

## Spiele für die Nationalmannschaft
Palmer wurde bei einem inoffiziellen Freundschaftsspiel gegen die U-21 der Kaimaninseln eingewechselt und erzielte ein Tor, das Spiel fand am 25. September 2000 statt und endete mit 5:0 für die Turks- und Caicosinseln. Beim Western Union Cup wurde er gegen Harbour View FC erneut eingewechselt, ein Treffer blieb ihm diesmal verwehrt. Die Partie ging mit 1:8 verloren.